# Brød og cirkus
Brød og cirkus (også brød og teater original latin: panem et circenses) er et udtryk der bruges i overført betydning til at kritisere både en stats forsøg på at pacificere dens borgere, og borgernes egen villighed til at lade sig bestikke med overfladiske og dekadente gaver. I begge tilfælde refereres der til en billig opfyldelse af en række overfladiske og tarvelige behov frem for at koncentrere sig om mere værdige og idealistiske mål.

## Historie
Udtrykket stammer fra en satire af den romerske digter Juvenal (sent 1. til det 2. århundrede). I denne sammenhæng refererer "brød og cirkus" til den romerske politiske elites praksis med at uddele gratis brød og afholde store offentlige arrangementer (eg. Gladiatorkampe, og hestevæddeløb) for at pacificere et uroligt folk der havde solgt deres politisk frihed som havde været deres fødselsret til gengæld for umiddelbar opfyldelse af nogle overfladiske, dyriske og ligegyldige behov:
| ... Allerede for lang tid siden, fra da vi ikke solgte vores stemme til nogen mand, har folket givet afkald på sine pligter; folket der engang uddelte militærkommando, høje civile stillinger, legioner – alt, holder sig nu tilbage og bekymrer sig nu kun for to ting: brød og cirkus | ... iam pridem, ex quo suffragia nulli uendimus, effudit curas; nam qui dabat olim imperium, fasces, legiones, omnia, nunc se continet atque duas tantum res anxius optat, panem et circenses. ... (Juvenal, Satire 10.77-81) |